# OV5 4
OV5 4 (Orbiting Vehicle 5 4), também denominado de ERS 21, foi um satélite artificial estadunidense lançado em 26 de setembro de 1968 por meio de um foguete Titan IIIC a partir da Estação da Força Aérea de Cabo Canaveral.

## Características
O OV5 4 foi um dos membros de sucesso da família de satélites ERS (Environmental Research Satellites), pequenos satélites lançados como carga secundária junto com satélites maiores para fazer testes de tecnologia e estudos do ambiente espacial. O OV5 4 foi lançado no mesmo foguete que o OV5 2 e foi dedicado ao estudo da transferência de calor em líquidos em gravidade zero como parte do programa SNAP para a concepção de sistemas de propulsão. O experimento falhou prematuramente. O OV5 4 foi injetado em uma órbita inicial de 35.768 km de apogeu e 35.759 km de perigeu, com uma inclinação orbital de 3,0 graus e um período de 1435,8 minutos.